# Sambou Sissoko (voetballer, 1999)
Sambou Sissoko (Clamart, 27 april 1999) is een Frans–Malinees voetballer, die doorgaans speelt als defensieve middenvelder. Disasi werd in 2019 door Stade de Reims overgenomen van Tours FC.

## Clubcarrière
Sissoko is een jeugdspeler van AS Fontenaisienne, Montrouge FC 92 en Tours FC. Aldaar debuteerde hij op 11 augustus 2017 in de Ligue 2. In de thuiswedstrijd tegen Stade de Reims kwam een kwartier voor tijd Anatole Ngamukol vervangen. De wedstrijd werd uiteindelijk met 0–1 verloren. In januari 2019 werd hij door Stade de Reims overgenomen.

## Clubstatistieken
| Seizoen | Club           | Competitie           | Competitie | Competitie | Beker | Beker | Internationaal | Internationaal | Totaal | Totaal |
| Seizoen | Club           | Competitie           | Wed.       | Dlp.       | Wed.  | Dlp.  | Wed.           | Dlp.           | Wed.   | Dlp.   |
| ------- | -------------- | -------------------- | ---------- | ---------- | ----- | ----- | -------------- | -------------- | ------ | ------ |
| 2017/18 | Tours FC       | Ligue 2              | 12         | 0          | 4     | 0     | –              | –              | 16     | 0      |
| 2018/19 | Tours FC       | Championnat National | 14         | 0          | 1     | 0     | –              | –              | 15     | 0      |
| 2019/20 | Stade de Reims | Ligue 1              | 0          | 0          | 1     | 0     | –              | –              | 1      | 0      |
| Totaal  | Totaal         | Totaal               | 26         | 0          | 6     | 0     | 0              | 0              | 32     | 0      |

Bijgewerkt op 4 november 2019.

## Interlandcarrière
Sissoko is een Frans jeugdinternational.